# Transhuman Space

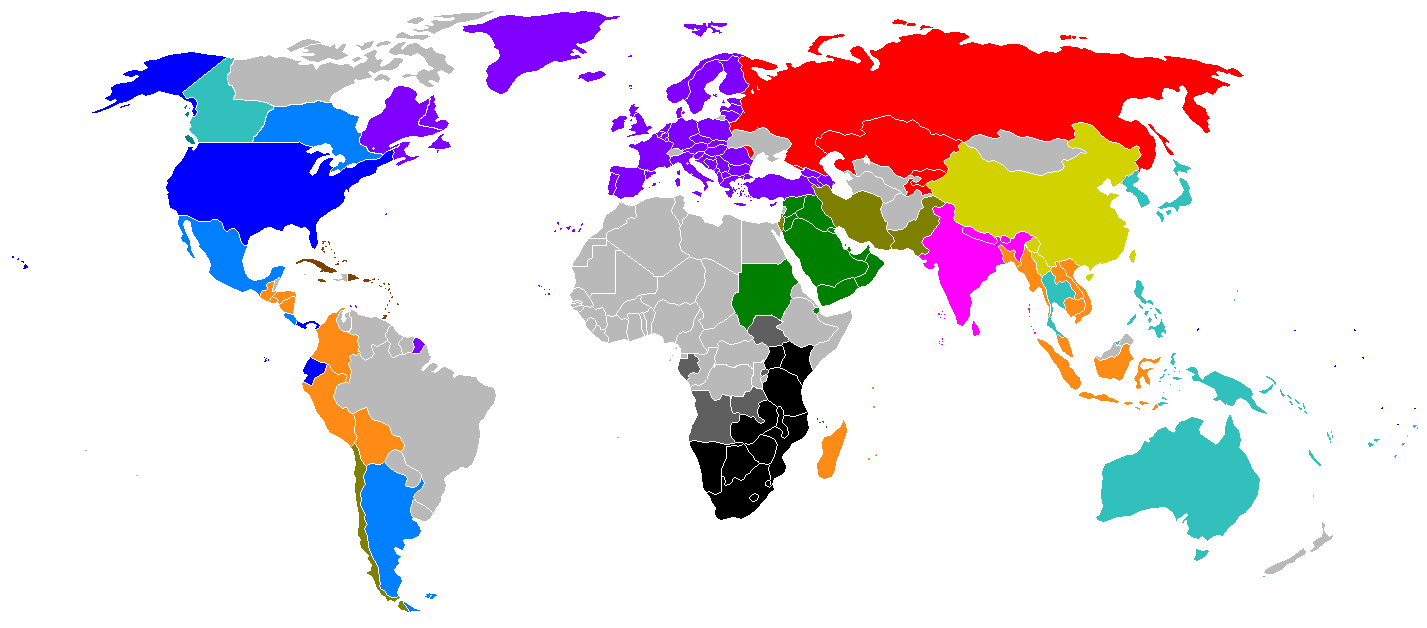
Mapa político do mundo no jogo da SJ Games

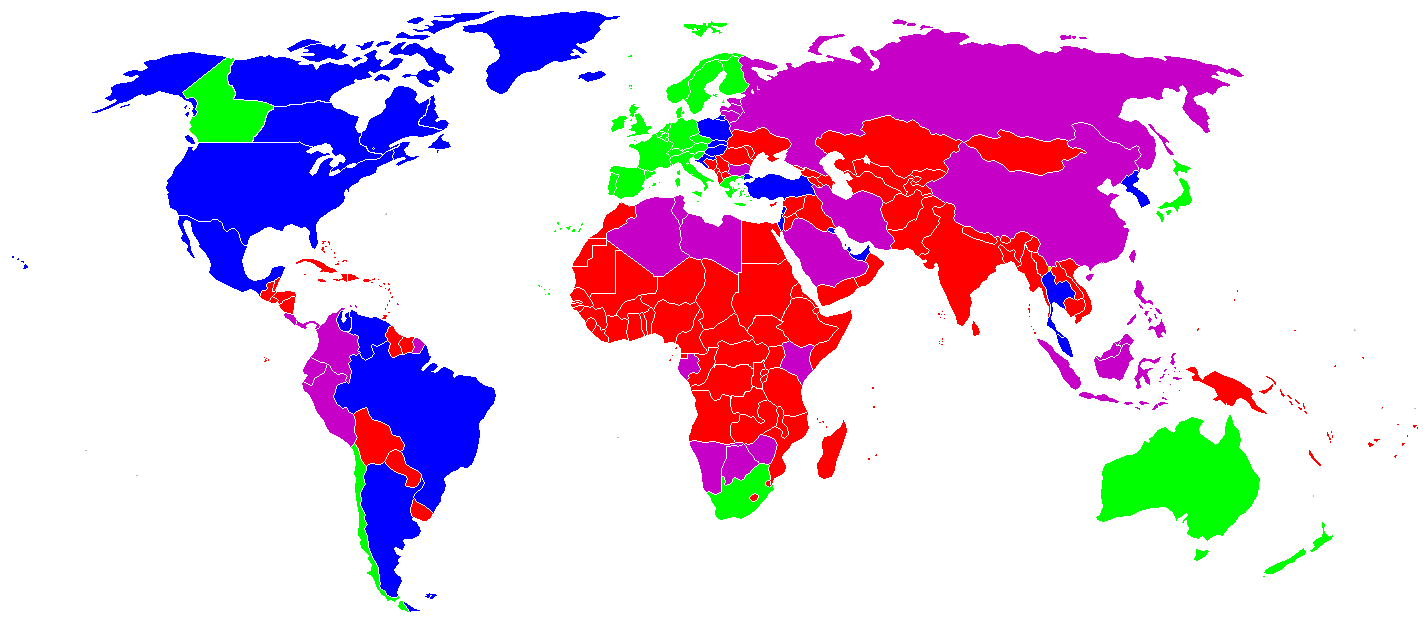
Mapa econômico do mundo no jogo da SJ Games

Transhuman Space é um role-playing game publicado pela Steve Jackson Games como parte da linha GURPS. O jogo é ambientado no ano de 2100, quando a humanidade começou a colonizar o Sistema Solar. A busca pelo transumanismo está agora em franca ascensão, a medida em que mais e mais pessoas se empenham em alcançar um estado pós-humano.
Transhuman Space foi um dos primeiros role-playing games a abordar temas pós-cyberpunk e transumanistas. Em 2002, a aventura "Orbital Decay" para Transhuman Space recebeu uma indicação do Origins Award na categoria A Melhor Aventura de RPG. Transhuman Space ganhou em 2003 o Grog d'Or Award como Melhor RPG, Linha de Jogo ou Ambientação de RPG.
O ano é 2100, o futuro está no equilíbrio. Transhuman Space tem uma visão otimista do mundo. Não houve nenhuma guerra nuclear global, nenhuma grande catástrofe, a poluição e o aquecimento global, enquanto que de nenhuma maneira terminou, foram mais ou menos sob controle, os recursos atenderam as necessidades globais. Porém essa não é uma utopia qualquer um. Existem ainda guerras, tiranias e desigualdades e a privacidade é difícil de se encontrar. Na verdade, novas ciências criaram novos males.

## Biotecnologia
A maioria das pessoas que moram em países desenvolvidos tem todos os problemas genéticos eliminados ainda no útero e muitos ainda recebem aperfeiçoamento genético de suas habilidade motoras e intelectuais, alguns já não são mais considerados Homo-sapiens puros. Avançados tratamentos médicos podem eliminar a maioria das doenças atuais (por um preço). A expectativa de vida está crescendo a cada ano, porém a verdadeira imortalidade continua a ser um sonho. Bioroids são seres sintéticos criados principalmente como servos e não possuem a total complexidade humana mas podem pensar e sentir.
A biotecnologia também pode "elevar" a inteligência de outras espécies ao nível quase igual
ao da inteligência humana, como criar animais exóticos e de estimação e até sintetizar medicamentos que só poderiam funcionar em mentes complexas. Ex.: Cães que falam frases simples, macacos que possuem inteligência de uma criança de 12 anos.

## Engenharia
Computadores em 2100 são potentes e baratos, embora não sejam super-humanos; processadores são incorporados em quase todas as peças de tecnologia. Esses processadores são controlados por Infomorphs, a maioria dos quais são inteligências como a nonsapient "NAIs" - Interface de fala e administração de Usuários (uma secretária
eletrônica, Guia de informações de um museu) - Seres quase Sapientes (Low-Sapients) "LAIs" - Versáteis, possuem motivação própria, mas não mentes ao nivel da mente humana - a total sapiente “SAIs”. Também é possível digitalizar um cérebro humano para criar um fantasma (Ghost), um modelo aparentemente perfeito de Infomorph, mas como este destrói o cérebro humano que digitalizado, as opiniões se dividem sobre se é um caminho para a imortalidade ou uma forma cara de suicídio.
Cybershells, os corpos robóticos que são controlados pelos Infomorphs, variam de máquinas industriais e sistemas de armas, a belas "cyberdolls" do prazer, a "Roupas Inteligentes" e até implantes cibernéticos.
A Nanotechnology (engenharia microscópica) está atualmente limitada a “Wet Nano” que são criações biológicas que manipulam processos orgânicos."Dry Nano", capazes de manipular qualquer matéria em escala atômica.
Portáteis impressoras 3D podem fabricar objetos complexos em instantes, enquanto microrobôs são rôbos do tamanho de insetos que trabalham em enxames para executar determinadas funções.

## Espaço
Naves movidas a fusão podem atravessar o sistema solar em alguns meses. Na verdade, a energia de fusão é uma chave para a riqueza da humanidade, mas isso depende do hélio-3, um isótopo raro que deve ser extraído a partir da superfície da Lua ou da atmosfera de Saturno. Esta é uma das principais razões para o crescimento da exploração espacial.
Enquanto isso uma colônia chinesa faz a terraformação de Marte tornando- o um planeta habitável e atraindo vários viajantes espaciais para o planeta vermelho, desde piratas espaciais a cientistas buscando respostas para a origem do universo. A Órbita da Terra é quase intransponível e pode crescer ainda mais quando a construção do elevador espacial estiver completa.

## Memética
Memética é uma ciência jovem sobre o estudo da mente. Ela vê "memes" (ideias e padrões de pensamento), como propagação de genes, usando mentes como seus hospedeiros, transformando e adaptando-as. Algumas pessoas institulam a memética como não sendo uma ciência própriamente dita e rotulam a mesma como profundamente imoral e manipuladora.
Memética não é o controle da mente de forma mágica, mas sim uma arte de propaganda, retórica e de ensino a novos níveis nunca antes imaginados. As populações estão cada vez mais influenciadas pela memética tornado-a um belo campo de batalha para os movimentos radicais, políticos e brincalhões de plantão.

## Os Poderes do Mundo
Existem várias grandes potências. China é a maior, embora mais avançada em algumas áreas do que outras. A
UE (União Europeia) uma confederação em total expansão sendo talvez a mais avançada. Os EUA ainda é uma força a ser reconhecida, controla a mineração de hélio em Saturno, mas cada vez mais dividida socialmente. A TSA (Transpacific Socialista Alliance / Aliança Socialista Transpacífica) é uma confederação relativamente fraca impulsionada por uma ideologia "nanosocialist (nanosocialista)", que promove a redistribuição das informações. É
uma grande preocupação no mundo da política, tendo lutado uma guerra com a China na década de 2080 e provocou a formação do PRA (Pacific Rim Alliance) como um contrapeso as suas ideologias. A Índia também tem o poder de se fazer ouvir, como faz o Califado Islâmico, uma alta aliança de espírito teocrático.

## As Ondas
Tecnologia determina muito sobre o estado da sociedade humana. A primeira "onda" grande foi definida pela agricultura, e a segunda pela Revolução Industrial, até ao final do século XX, a humanidade foi montando o terceiro, alimentada pela computação digital.
No século XXI a maior parte do mundo experimentou uma quarta onda, com base em tecnologia genética, agora, ao que parece, a quinta onda está crescendo, com base em uma combinação de nanotecnologia, memética e inteligência artificial. As rsociedades que estão na "quinta onda"(Fifth Wave) são as mais ricas do planeta, mas ninguém pode ter a certeza de onde eles estão indo e qual vai ser o final disso tudo.